# Gouvieux
Gouvieux est une commune française située dans le département de l'Oise, en région Hauts-de-France.
Ses habitants sont appelés les Godviciens.

## Géographie

### Description
Gouvieux est à 4 kilomètres à l'ouest de Chantilly et 14 kilomètres à l'ouest de Senlis.
Gouvieux est situé dans le sud du département de l'Oise, à une distance orthodromique de 38 km au nord de Paris, au nord de la forêt de Chantilly, près de la rive gauche de l'Oise, dans la vallée de la Nonette.
D'une superficie de 23,25 km2, c'est la neuvième commune la plus étendue de l'Oise, derrière Senlis. Avec sa voisine immédiate Chantilly et Lamorlaye au sud, Gouvieux forme le centre de l'unité urbaine (au sens de l'INSEE) de Chantilly, totalisant sept communes.
Gouvieux, qui conserve en son centre les traits d'un gros bourg, comporte quatre hameaux, qui se suivent sur le versant nord de la vallée de la Nonette : la Chaussée, les Carrières, Chaumont (long village-rue) et Toutevoie, à l'embouchure de la petite rivière, sur l'Oise. S'y ajoutent les urbanisations modernes du Parc des Aigles et du Parc du Manoir, qui établissent la continuité de l'habitat avec Chantilly. Par ailleurs, les maisons à l'ouest de la rue Victor-Hugo et de l'avenue du Général-Leclerc (RD 1016) de Chantilly se situent sur le territoire communal de Gouvieux.

### Communes limitrophes
Gouvieux compte sept communes limitrophes, dont quatre sont localisées pour l'essentiel sur la rive droite de l'Oise : Saint-Leu-d'Esserent, Villers-sous-Saint-Leu, Précy-sur-Oise et Boran-sur-Oise. Les trois premières ainsi que Saint-Maximin appartiennent à l'aire urbaine de Creil.
| Précy-sur-Oise | Villers-sous-Saint-Leu Saint-Leu-d'Esserent | Saint-Maximin |
| Boran-sur-Oise | Gouvieux                                    | Chantilly     |
|                | Lamorlaye                                   |               |

### Topographie et relief
Tout au nord, un plateau agricole domine les vallées de l'Oise et de la Nonette de 30 m à 60 m, avec des coteaux assez raides, notamment en haut des hameaux de Chaumont et Toutevoie. S'y trouvent des carrières de calcaire souterraines abandonnées, utilisées très souvent comme champignonnières, dont témoignent encore les cheminées d'aération au milieu des champs. Les carrières étaient également à l'origine des habitations troglodytiques à flanc de coteau. La Nonette entre sur le territoire communal au viaduc de la Canardière de la ligne de chemin de fer de Paris-Nord à Lille. Elle est d'abord canalisée au lieu-dit « la Canardière », où se situait le vaste étang de Gouvieux jusqu'au milieu du XVIIe siècle. Puis la rivière décrit des méandres et irrigue des pâturages, qui atteignent les limites nord-ouest et ouest du bourg.
Par contre, à l'est du bourg, l'espace compris entre « la Canardière » et la RD 909 est entièrement occupé par des grands domaines privées, tout comme le secteur autour de la butte « le Pain de Sucre » au sud-est, où se situe le point culminant de Gouvieux, à 103 m au-dessus du niveau de la mer. Au sud de la RD 909, se trouvent les grands lotissements à accès restreint, dans un cadre forestier, caractéristiques de la commune. Ensuite, le grand terrain d'entraînement hippique des Aigles occupe tout le reste de l'espace entre Gouvieux et la limite avec la commune de Chantilly. Au sud de Gouvieux, la forêt du Lys, massif annexe de la forêt de Chantilly, est marqué par l'habitat pavillonnaire dispersé et désordonné, en prolongation du lotissement forestier du "Lys-Chantilly"  (commune de Lamorlaye). Reste toutefois une portion de forêt proprement dite, à l'ouest du bourg, entre les pâturages au nord, l'Oise à l'ouest et la forêt du Lys au sud. Il s'agit de la forêt communale de Gouvieux.

### Hydrographie

#### Réseau hydrographique
La commune est située dans le bassin Seine-Normandie. Elle est drainée par l'Oise, la Nonette et le cours d'eau 01 du Marais Doset,,.
L'Oise prend sa source en Belgique, à 309 mètres d'altitude, dans l'ancienne commune de Forges et se jette dans la Seine à 20 mètres d'altitude, au Pointil en rive droite et en aval du centre de Conflans-Sainte-Honorine dans le département des Yvelines. D'une longueur 341 kilomètres, elle est presque entièrement navigable et bordée de canaux sur 104 kilomètres.
La Nonette, d'une longueur de 40 km, prend sa source dans la commune de Nanteuil-le-Haudouin et se jette  dans l'Oise à Saint-Leu-d'Esserent, après avoir traversé 14 communes.

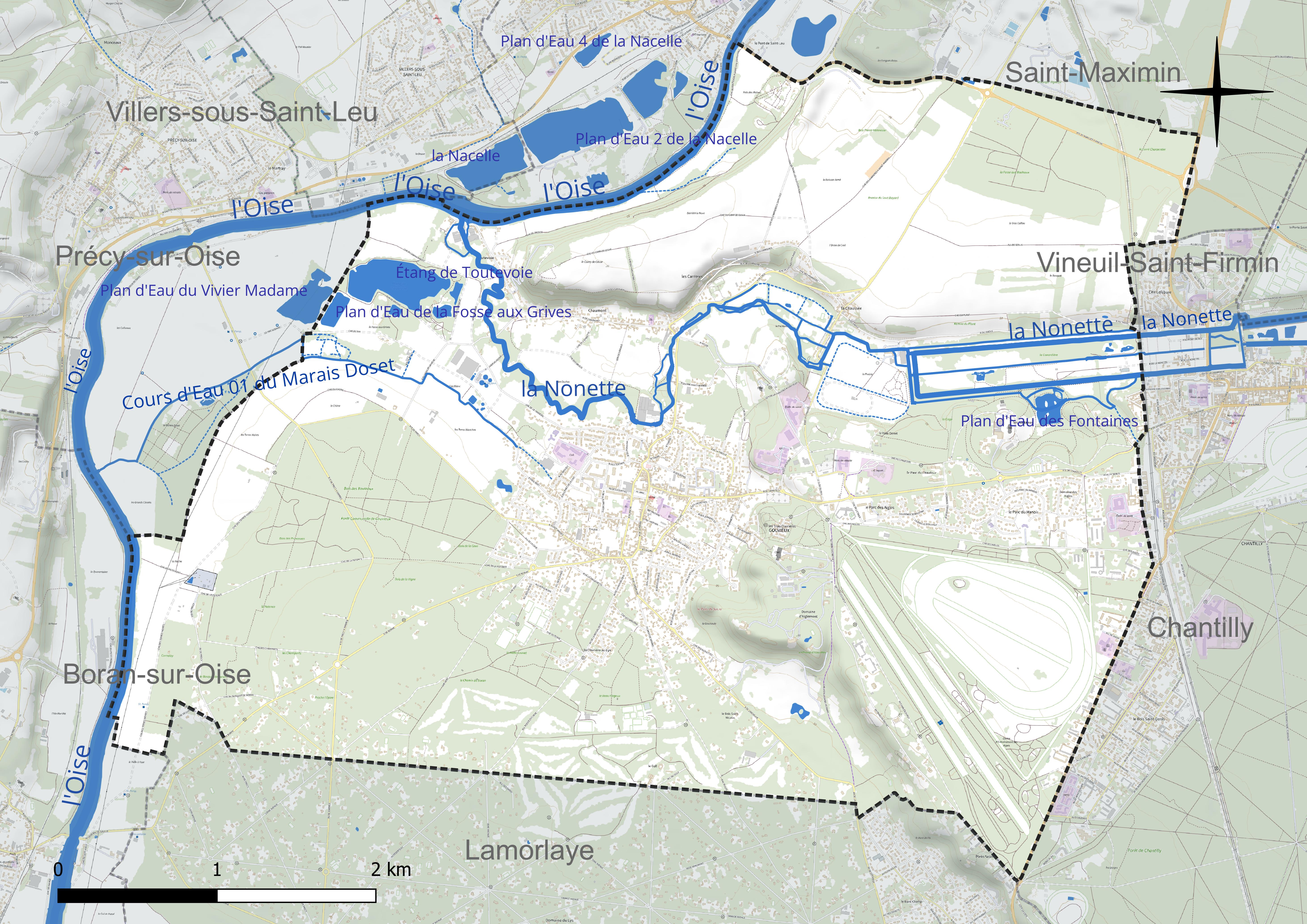
Réseau hydrographique de Gouvieux.

Trois plans d'eau complètent le réseau hydrographique : le plan d'eau de la fosse aux Grives (2 ha), le plan d'eau des Fontaines (2,7 ha) et l'étang de Toutevoie (12,8 ha),.

#### Gestion et qualité des eaux
Le territoire communal est couvert par le schéma d'aménagement et de gestion des eaux (SAGE) « Sensée ». Ce document de planification concerne un territoire de 413 km2 de superficie, délimité par le bassin versant de la Nonette et de ses deux principaux affluents, la Launette et l'Aunette. Le périmètre a été arrêté le 3 avril 1998 et le SAGE proprement dit a été approuvé le 28 juin 2006, puis révisé le 15 décembre 2015. La structure porteuse de l'élaboration et de la mise en œuvre est le syndicat Interdépartemental du SAGE de la Nonette.
La qualité des cours d'eau peut être consultée sur un site dédié géré par les agences de l'eau et l'Agence française pour la biodiversité.

### Climat
Pour des articles plus généraux, voir Climat des Hauts-de-France et Climat de l'Oise.
En 2010, le climat de la commune est de type climat océanique dégradé des plaines du Centre et du Nord, selon une étude du CNRS s'appuyant sur une série de données couvrant la période 1971-2000. En 2020, Météo-France publie une typologie des climats de la France métropolitaine dans laquelle la commune est dans une zone de transition entre le climat océanique et le climat océanique altéré et est dans la région climatique Sud-ouest du bassin Parisien, caractérisée par une faible pluviométrie, notamment au printemps (120 à 150 mm) et un hiver froid (3,5 °C).
Pour la période 1971-2000, la température annuelle moyenne est de 11,2 °C, avec une amplitude thermique annuelle de 14,8 °C. Le cumul annuel moyen de précipitations est de 642 mm, avec 10,3 jours de précipitations en janvier et 7,9 jours en juillet. Pour la période 1991-2020, la température moyenne annuelle observée sur la station météorologique la plus proche, située sur la commune de Creil à 9 km à vol d'oiseau, est de 11,2 °C et le cumul annuel moyen de précipitations est de 662,2 mm,. Pour l'avenir, les paramètres climatiques de la commune estimés pour 2050 selon différents scénarios d'émission de gaz à effet de serre sont consultables sur un site dédié publié par Météo-France en novembre 2022.

### Milieux naturels et biodiversité
Une partie du patrimoine naturel et paysager de Gouvieux est protégée par deux ZNIEFF type 1 : le bois privé de la Fosse aux Bouleaux, à l'extrémité nord-est du territoire communal, appartient à la ZNIEFF no  national 220005064 « Massif forestier d'Halatte », et le marais Dozet à l'ouest constitue la ZNIEFF no  national 220420010 « le marais Dozet à Gouvieux » de 68 ha, dont les trois quarts sont situés sur la commune de Précy-sur-Oise.
En outre, le lieu-dit « La Canardière », ancien étang à l'ouest du viaduc ferroviaire du même nom, entre dans le site naturel classé « Domaine de Chantilly », créé par arrêté du 28 décembre 1960 sur la base de la loi du 2 mai 1930 relative à la protection des monuments naturels et des sites de caractère artistique, historique, scientifique, légendaire ou pittoresque. Simultanément, le « Terrain des Aigles », complexe d'entraînement hippique de France Galop totalisant 220 ha, a été inscrit sur la base de la même loi, en vertu de sa valeur paysagère (à ne pas confondre avec les lotissements « le Parc des Aigles » et « le Domaine des Aigles », ni avec le Domaine d'Aiglemont de l'Aga Khan). Finalement, l'ensemble de la commune fait partie du vaste site naturel inscrit de la vallée de la Nonette, créé par arrêté du 6 février 1970. Ce site inscrit a préfiguré le Parc naturel régional Oise-Pays de France pour sa partie située dans l'Oise, créé par décret du 13 janvier 2004 et incorporant l'ensemble de la commune de Gouvieux.

## Urbanisme

### Typologie
Au 1er janvier 2024, Gouvieux est catégorisée ceinture urbaine, selon la nouvelle grille communale de densité à sept niveaux définie par l'Insee en 2022.
Elle appartient à l'unité urbaine de Chantilly, une agglomération intra-départementale regroupant sept  communes, dont elle est ville-centre,,. Par ailleurs la commune fait partie de l'aire d'attraction de Paris, dont elle est une commune de la couronne,. Cette aire regroupe 1 929 communes,.

### Occupation des sols

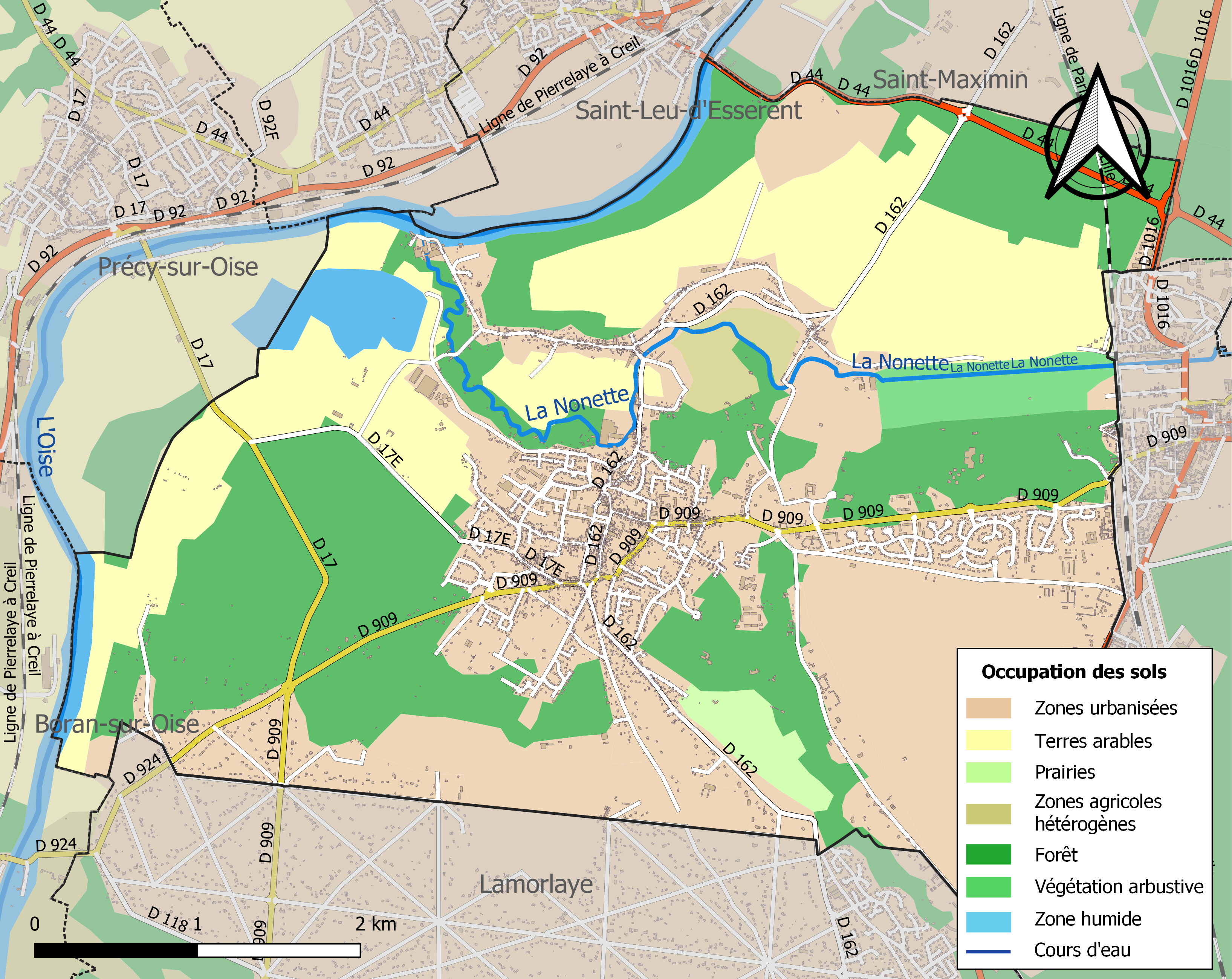
Carte des infrastructures et de l'occupation des sols de la commune en 2018 (CLC).

L'occupation des sols de la commune, telle qu'elle ressort de la base de données européenne d'occupation biophysique des sols Corine Land Cover (CLC), est marquée par l'importance des territoires artificialisés (41,9 % en 2018), en augmentation par rapport à 1990 (40,9 %). La répartition détaillée en 2018 est la suivante : 
forêts (31 %), zones urbanisées (26,1 %), terres arables (19,7 %), espaces verts artificialisés, non agricoles (14,3 %), eaux continentales (2,7 %), milieux à végétation arbustive et/ou herbacée (2,1 %), mines, décharges et chantiers (1,5 %), prairies (1,3 %), zones agricoles hétérogènes (1,3 %). L'évolution de l'occupation des sols de la commune et de ses infrastructures peut être observée sur les différentes représentations cartographiques du territoire : la carte de Cassini (XVIIIe siècle), la carte d'état-major (1820-1866) et les cartes ou photos aériennes de l'IGN pour la période actuelle (1950 à aujourd'hui).

### Habitat et logement
En 2018, le nombre total de logements dans la commune était de 4 243, alors qu'il était de 4 122 en 2013 et de 3 970 en 2008.
Parmi ces logements, 89,4 % étaient des résidences principales, 3,3 % des résidences secondaires et 7,3 % des logements vacants. Ces logements étaient pour 66,6 % d'entre eux des maisons individuelles et pour 32,7 % des appartements.
Le tableau ci-dessous présente la typologie des logements à Gouvieux en 2018 en comparaison avec celle de l'Oise et de la France entière. Une caractéristique marquante du parc de logements est ainsi une proportion de résidences secondaires et logements occasionnels (3,3 %) supérieure à celle du département (2,5 %) mais inférieure  à celle de la France entière (9,7 %). Concernant le statut d'occupation de ces logements, 70,4 % des habitants de la commune sont propriétaires de leur logement (70,2 % en 2013), contre 61,4 % pour l'Oise et 57,5 % pour la France entière.
| Typologie                                               | Gouvieux | Oise | France entière |
| ------------------------------------------------------- | -------- | ---- | -------------- |
| Résidences principales (en %)                           | 89,4     | 90,4 | 82,1           |
| Résidences secondaires et logements occasionnels (en %) | 3,3      | 2,5  | 9,7            |
| Logements vacants (en %)                                | 7,3      | 7,1  | 8,2            |

### Voies de communication et transports
La desserte routière du centre-ville est assurée par l'ancienne RN 324 (actuelle RD 924 Senlis - Chantilly - Boran - Chambly, dans un sens est-ouest, par la RD 909 Chantilly (en tronc commun avec la RD 924) - Gouvieux - Viarmes - Montsoult (raccordement à la Francilienne) ainsi que par la RD 162 Creil - Saint-Maximin - Gouvieux - Lamorlaye (raccordement à la RD 1016, dans un sens nord-sud. La RD 17e établit le lien avec Précy. Au nord du territoire communal, passe en outre la RD 44, reliant Vineuil-Saint-Firmin et la RD 924 à la RD 1016 et Saint-Leu-d'Esserent.
La gare de Chantilly - Gouvieux n'est éloignée que de quelques dizaines de mètres des dernières maisons de Gouvieux, mais la distance entre gare et centre-ville dépasse les trois kilomètres.
La commune est desservie, en 2023, par les lignes 639, 649, 6204, 6206, 6212 et 6224 du réseau interurbain de l'Oise. Elle est également desservie par le service de transport à la demande gratuit Flexobus.

## Toponymie
En 1280, parrochia de Gouviz. Anciennes appellations : Gouviaco (en 1303), Gouviacum, ou Gouverium.
Toponyme à rapprocher de Gouvix dans le Calvados et de Gouvets dans la Manche qui paraissent reposer sur une forme gallo-romane °cŭbīles, masculin pluriel hypothétique du latin cŭbīle « couche, lit; chambre (à coucher); demeure; tanière; cavité » (substantif neutre), soit « les chambres », « les habitations »[réf. nécessaire].

## Histoire
Aux lieux-dits 'Le camp de César', 'Camp de Saint-Leu' a été découvert un oppidum (47 ha) de la tribu des Bellovaques. Le site a été occupé au Néolithique, au Bronze final et à La Tène II. Il est sur un éperon barré situé à la confluence de la vallée de l'Oise et de la Nonette Une évaluation préalable à des  travaux EDF a amené à la découverte d'une nouvelle sépulture collective du Néolithique final à Gouvieux
Au IIIe siècle apr. J.-C. construction d'une villa gallo-romaine vers 275 et d'autres bâtiments vers le début du IVe siècle.
Le 13 janvier 1374, Charles Comte de Dammartin vendit au roi Charles V l'étang de Gouvieux, avec ses dépendances et une partie de la ville de La Morlaye pour 20 000 francs or. En 1467, le roi Louis XI donna à l'abbé de Saint-Denis, l'hôtel, étang et chaussée de Gouvieux.

Cartes postales anciennes d'avant 1914
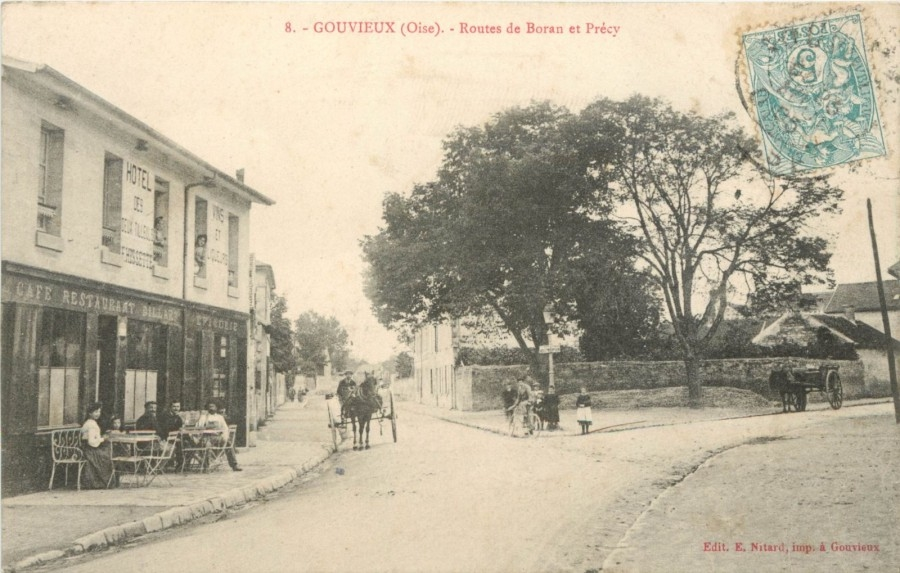
La route de Boran.
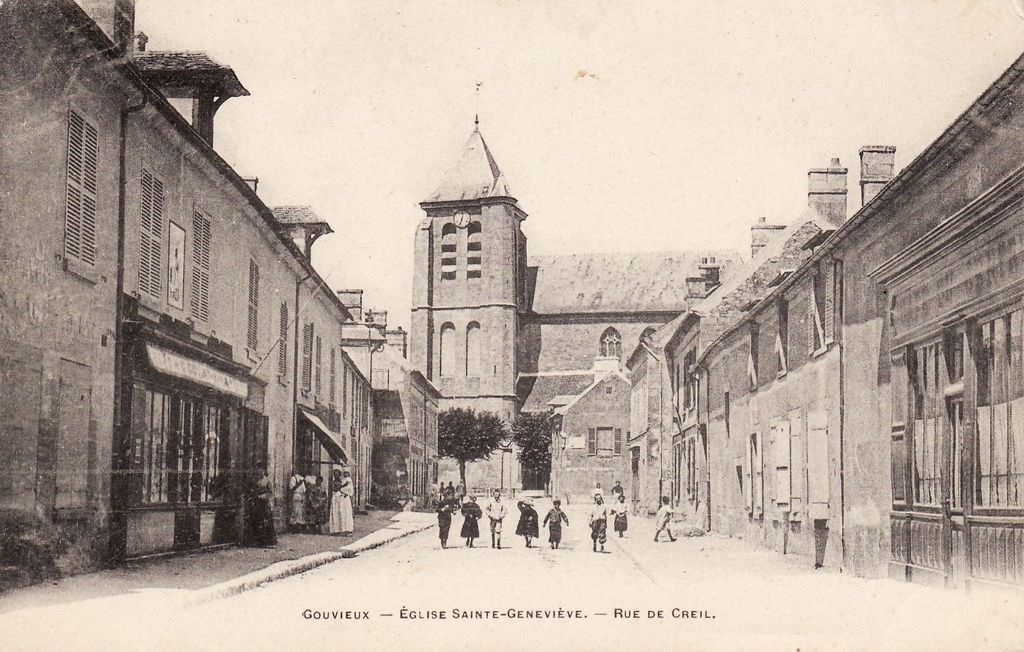
La rue de Creil et l'église..
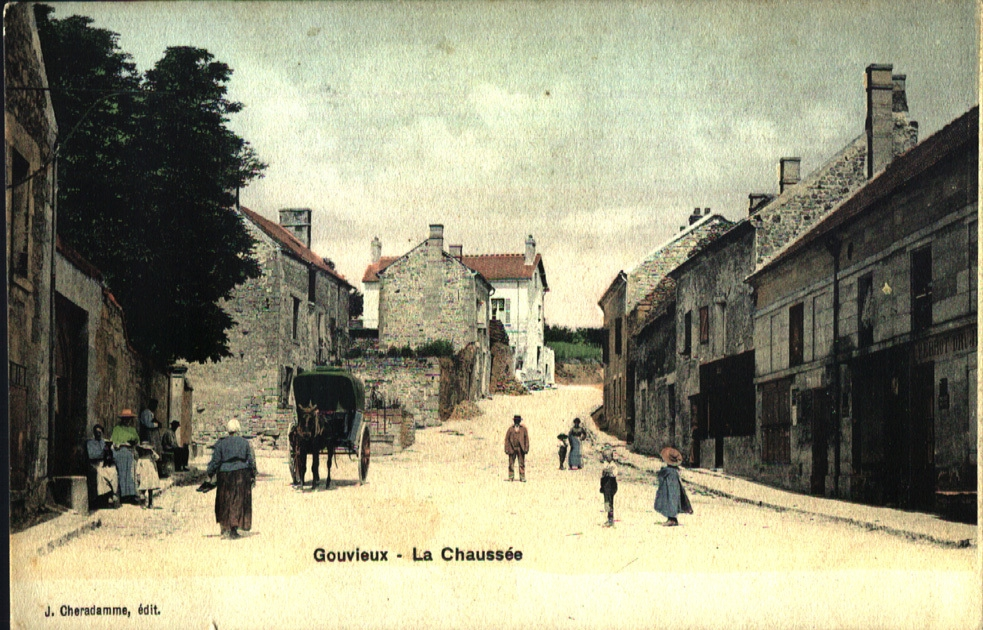
La Chaussée.
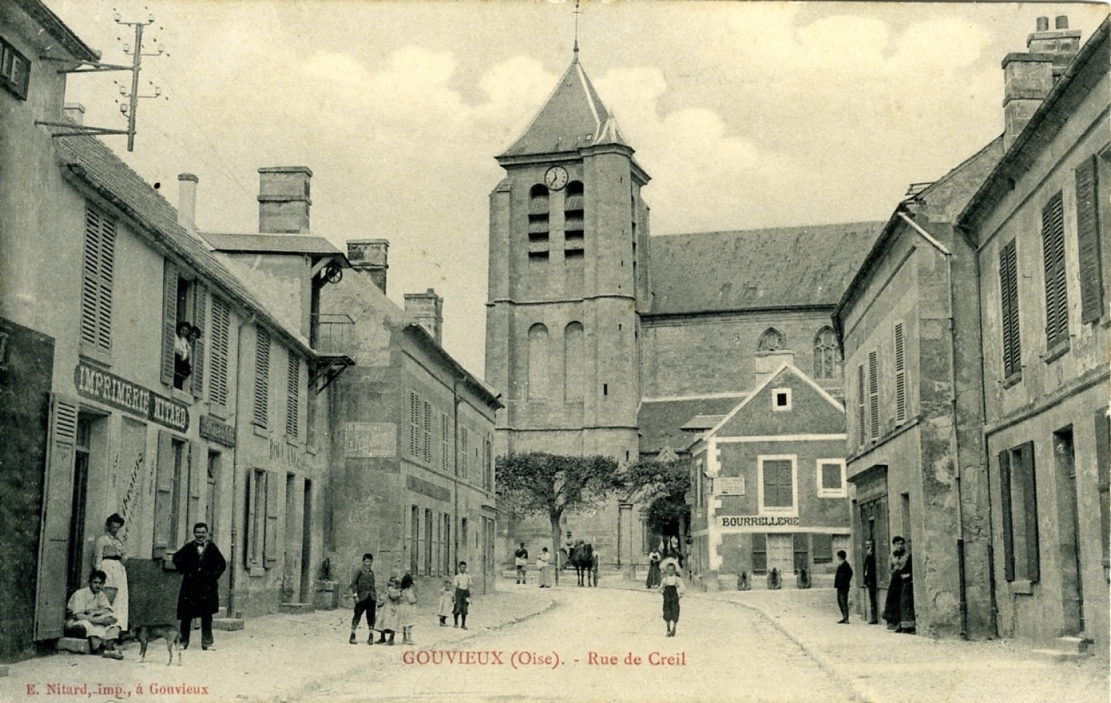
La rue de Creil et l'église.
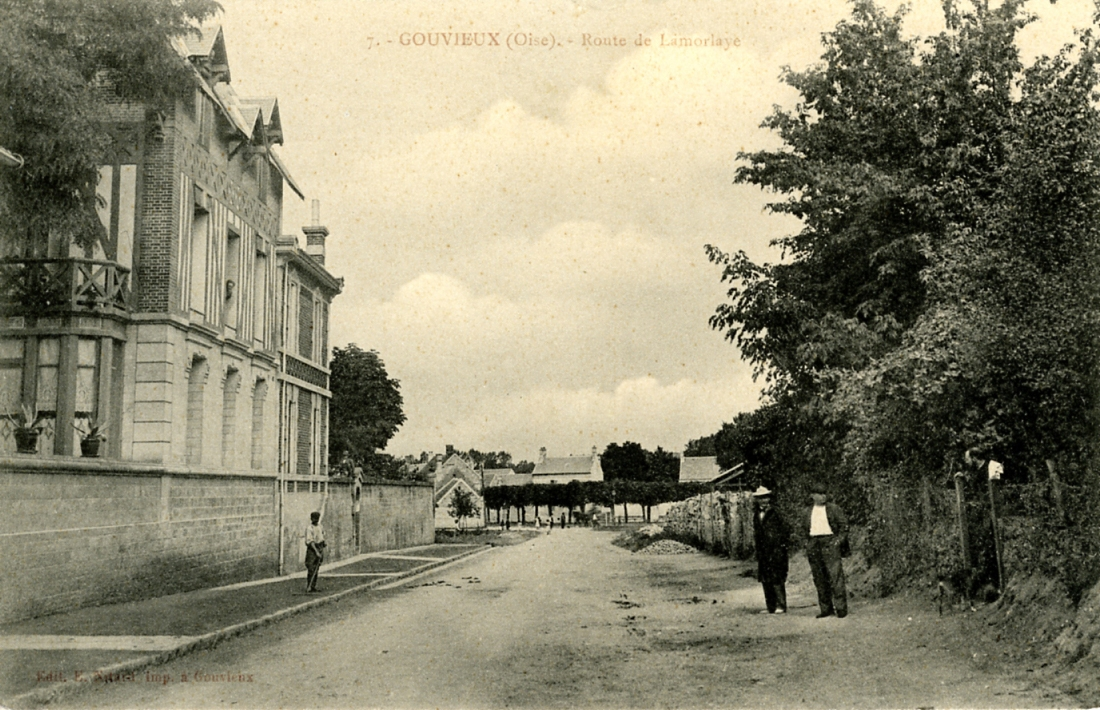
La route de Lamorlaye.
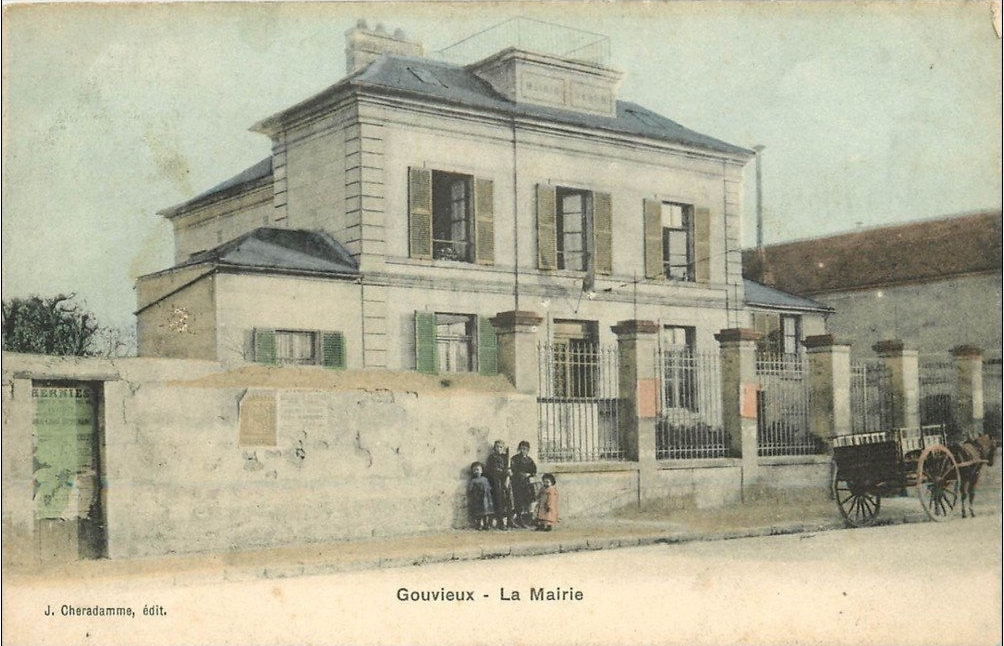
La mairie.

## Politique et administration

### Rattachements administratifs et électoraux

#### Rattachements administratifs
La commune se trouve dans l'arrondissement de Senlis du département de l'Oise.
Elle faisait partie depuis 1802 à 1973 du canton de Creil, date à laquelle elle intègre le canton de Chantilly. Dans le cadre du redécoupage cantonal de 2014 en France, cette circonscription administrative territoriale a disparu, et le canton n'est plus qu'une circonscription électorale.

#### Rattachements électoraux
Pour les élections départementales, la commune fait partie depuis 2014 d'un nouveau canton de Chantilly porté de  six à dix communes.
Pour l'élection des députés, elle fait partie de la quatrième circonscription de l'Oise.

### Intercommunalité
Gouvieux est membre depuis 1998  de la communauté de communes de l'Aire Cantilienne, un établissement public de coopération intercommunale (EPCI) à fiscalité propre créé en 1994 et auquel la commune avait transféré un certain nombre de ses compétences, dans les conditions déterminées par le code général des collectivités territoriales.

### Tendances politiques et résultats
Lors du premier tour des élections municipales de 2014 dans l'Oise, la liste UMP menée par le maire sortant Patrice Marchand obtient la majorité absolue des suffrages exprimés, avec 2 526 voix (64,58 %, 24 conseillers municipaux élus dont 4 communautaires), devançant très largement celle DVD menée par Jérôme Breuzet, qui a recueilli 1 385 voix (35,41 %, 5 conseillers municipaux élus dont 1 communautaire).
Lors de ce scrutin, 40,99 % des électeurs se sont abstenus. 
Lors du premier tour des élections municipales de 2020 dans l'Oise, la liste LREM - LR diss menée par le maire sortant Patrice Marchand obtient la majorité absolue des suffrages exprimés, avec 1 835 voix (59,29 %, 24 conseillers municipaux élus dont 7 communautaires), devançant très largement celles menées respectivement par :
- Manoëlle Martin, ancienne maire-adjointe et vice-présidente du conseil régional (LR, 886 voix, 28,63 %, 4 conseillers municipaux élus dont 1 communautaire) ;
- Sylvain Duyck[41] (DVD, 374 voix, 12,08 %, 1 conseiller municipal élu).

Lors de ce scrutin marqué par la pandémie de Covid-19 en France, 53,52 % des électeurs se sont abstenus.

### Liste des maires
| Période   | Période                       | Identité             | Étiquette                           | Qualité |
| --------- | ----------------------------- | -------------------- | ----------------------------------- | --- |
| 1790      | 1792                          | Louis-Thomas Lafleur |                                     | Curé |
| 1792      | 1793                          | Jacques Gesseaume    |                                     | |
| 1793      | 1796                          | Etienne Thomassin    |                                     | |
| 1796      | 1813                          | Auguste Dupressoir   |                                     | |
| 1813      | 1815                          | Antoine Devaux       |                                     | |
| 1815      | 1818                          | Nicolas Gérard       |                                     | |
| 1818      | 1830                          | Valentin Colliau     |                                     | |
| 1830      | 1832                          | Louis Marison        |                                     | |
| 1832      | 1835                          | Nicolas Tesson       |                                     | |
| 1835      | 1840                          | Valentin Colliau     |                                     | |
| 1840      | 1853                          | Nicolas Tesson       |                                     | |
| 1853      | 1854                          | Louis Chrétien       |                                     | |
| 1854      | 1860                          | Jacques Ravier       |                                     | |
| 1860      | 1862                          | Antoine Amic         |                                     | |
| 1862      | 1886                          | Ernest Masson        |                                     | |
| 1886      | 1888                          | Alfred Alaine        |                                     | |
| 1888      | 1892                          | Paul Bourdeau        |                                     | |
| 1892      | 1892                          | Charles Masson       |                                     | |
| 1892      | 1899                          | Charles Gavigneaux   |                                     | |
| 1899      | 1900                          | Georges Heurteur     |                                     | |
| 1900      | 1905                          | Chrétien-Courtois    |                                     | |
| 1905      | 1919                          | Gustave Fleury       |                                     | Propriétaire Chevalier de la Légion d'honneur |
| 1919      | 1939                          | Léon Potdevin        |                                     | |
| 1939      | 1944                          | Pierre Sinet         |                                     | |
| 1944      | 1944                          | Raffy                |                                     | |
| 1944      | 1963                          | Paul Moreau          |                                     | |
| 1963      | 1977                          | Paul Bourne          |                                     | |
| mars 1977 | mars 1983                     | Gaston Delberghe     |                                     | |
| mars 1983 | mars 2023,                    | Patrice Marchand     | UDF-DL puis UMP puis LR et Horizons | Ingénieur de l'École polytechnique, corps des Mines, et lauréat de l'Institut d'études politiques de Paris Contrôleur général économique et financier au Ministère des finances Conseiller général puis départemental de Chantilly (1998 → ) Vice-président du conseil départemental de l'Oise (2015 → 2017 et 2021 → ) Président du Parc naturel régional Oise-Pays de France (2004 → ) Chevalier de l'Ordre national du Mérite et Chevalier de la Légion d'honneur Démissionnaire |
| 2023      | En cours (au 26 juillet 2023) | Thomas Iraçabal      |                                     | Cadre chez BNP Paribas |

### Jumelages
- Nümbrecht (Allemagne)
- Dorking (Royaume-Uni)

## Population et société

### Démographie

#### Évolution démographique
L'évolution du nombre d'habitants est connue à travers les recensements de la population effectués dans la commune depuis 1793. Pour les communes de moins de 10 000 habitants, une enquête de recensement portant sur toute la population est réalisée tous les cinq ans, les populations de référence des années intermédiaires étant quant à elles estimées par interpolation ou extrapolation. Pour la commune, le premier recensement exhaustif entrant dans le cadre du nouveau dispositif a été réalisé en 2004.

En 2022, la commune comptait 8 934 habitants, en évolution de −2,49 % par rapport à 2016 (Oise : +0,87 %, France hors Mayotte : +2,11 %).
| 1793  | 1800  | 1806  | 1821  | 1831  | 1836  | 1841  | 1846  | 1851  |
| ----- | ----- | ----- | ----- | ----- | ----- | ----- | ----- | ----- |
| 1 226 | 1 046 | 1 266 | 1 255 | 1 416 | 1 594 | 1 616 | 1 605 | 1 682 |

| 1856  | 1861  | 1866  | 1872  | 1876  | 1881  | 1886  | 1891  | 1896  |
| ----- | ----- | ----- | ----- | ----- | ----- | ----- | ----- | ----- |
| 1 627 | 1 590 | 1 948 | 1 913 | 1 867 | 1 997 | 2 200 | 2 117 | 2 360 |

| 1901  | 1906  | 1911  | 1921  | 1926  | 1931  | 1936  | 1946  | 1954  |
| ----- | ----- | ----- | ----- | ----- | ----- | ----- | ----- | ----- |
| 2 643 | 2 817 | 2 989 | 3 001 | 3 286 | 3 216 | 3 071 | 3 008 | 3 674 |

| 1962  | 1968  | 1975  | 1982  | 1990  | 1999  | 2004  | 2006  | 2009  |
| ----- | ----- | ----- | ----- | ----- | ----- | ----- | ----- | ----- |
| 4 345 | 4 751 | 7 088 | 9 174 | 9 756 | 9 406 | 9 498 | 9 386 | 9 457 |

| 2014  | 2019  | 2022  | - | - | - | - | - | - |
| ----- | ----- | ----- | - | - | - | - | - | - |
| 9 192 | 8 978 | 8 934 | - | - | - | - | - | - |

#### Pyramide des âges
En 2018, le taux de personnes d'un âge inférieur à 30 ans s'élève à 31,0 %, soit en dessous de la moyenne départementale (37,3 %). À l'inverse, le taux de personnes d'âge supérieur à 60 ans est de 29,3 % la même année, alors qu'il est de 22,8 % au niveau départemental.
En 2018, la commune comptait 4 351 hommes pour 4 672 femmes, soit un taux de 51,78 % de femmes, légèrement supérieur au taux départemental (51,11 %).
Les pyramides des âges de la commune et du département s'établissent comme suit.
| Hommes | Classe d’âge | Femmes |
| ------ | ------------ | ------ |
| 0,7    | 90 ou +      | 1,9    |
| 8,4    | 75-89 ans    | 10,4   |
| 18,1   | 60-74 ans    | 19,0   |
| 22,9   | 45-59 ans    | 22,2   |
| 16,8   | 30-44 ans    | 17,5   |
| 15,2   | 15-29 ans    | 12,6   |
| 18,0   | 0-14 ans     | 16,3   |

| Hommes | Classe d’âge | Femmes |
| ------ | ------------ | ------ |
| 0,5    | 90 ou +      | 1,4    |
| 5,5    | 75-89 ans    | 7,6    |
| 15,6   | 60-74 ans    | 16,3   |
| 20,8   | 45-59 ans    | 20     |
| 19,4   | 30-44 ans    | 19,4   |
| 17,6   | 15-29 ans    | 16,2   |
| 20,6   | 0-14 ans     | 19,1   |

## Économie
Revenus de la population et fiscalité
En 2010, le revenu fiscal médian par ménage était de 44 176 €, ce qui plaçait Gouvieux au 1 016e rang parmi les 31 525 communes de plus de 39 ménages en métropole.

## Culture locale et patrimoine

### Lieux et monuments

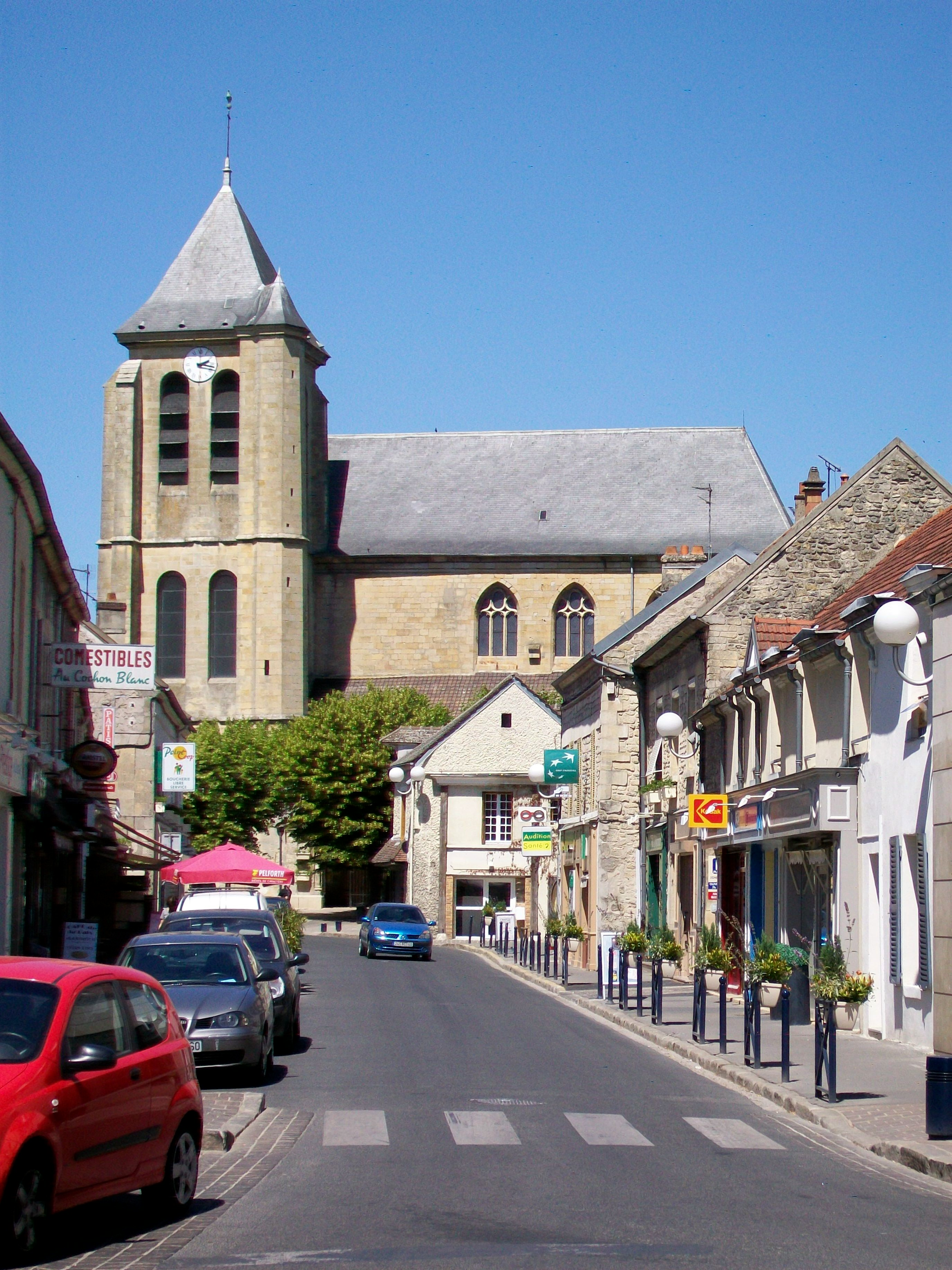
L'église Sainte-Geneviève et la rue Corbier-Thiébaut.

Gouvieux compte deux monuments historiques inscrits sur son territoire :
- Église Sainte-Geneviève, rue Corbier-Thiebaut (inscrite monument historique en 1988)[54]) : 
Elle se compose d'un vaisseau central de six travées accompagné de deux bas-côtés, et se terminant par un chevet plat. Le clocher se dresse au-dessus de la première travée du bas-côté sud. 
Tout l'édifice remonte à la période gothique, et l'on peut distinguer deux campagnes de travaux : l'une à la fin du XIIe siècle, qui a donné les quatre dernières travées, et l'autre pendant les années 1220, qui a donné les deux premières travées. Leur hauteur et largeur sont identiques, mais l'on note des différences sur le plan du voûtement et de l'élévation, qui comporte des murs aveugles au-dessus des grandes arcades pour les travées plus anciennes, et un triforium pour les travées ajoutées après coup. Il ne subsiste plus qu'au nord, de même que les arcs-boutants et les fenêtres hautes d'origine, mais leur remplage a été refait au XVIIe siècle, comme celui de toutes les autres fenêtres. 
Concernant le voûtement, deux voûtes d'ogives sexpartites recouvraient initialement les travées de la première campagne, comme le montre l'alternance entre piliers cylindriques isolés et piliers cantonnés de colonnettes. 
Du fait d'une mauvaise qualité de terrain, l'église a subi de nombreux remaniements en plus de la réfection des fenêtres. Les façades ouest, sud et est ont été rebâties aux XVIIe et XVIIIe siècles, et n'ont plus de caractère particulier. Aucune des voûtes d'origine ne s'est conservée : les voûtes actuelles datent de 1861 et sont constituées de bois et de plâtre. Les bas-côtés ont été restaurés d'une façon un peu trop radicale à la même époque. Malgré tout, l'église reste un édifice intéressant et bien représentatif de l'architecture gothique d'Île-de-France autour de 1200. 
Presque tous les chapiteaux d'origine restent en place, généralement décorés de crochets[55].

- Domaine des Fontaines, RD 909, entre le centre-ville et Chantilly (façades, toitures et escalier monumental du château ; façades, toitures et pavillon octogonal de la ferme normande sur la route ; façades et toitures des « Tourelles » ; « maison du pêcheur » inscrits Monuments historiques par arrêté de 1998[56]) : 
le domaine a été fondé en 1781 par Jacques Berthault, entrepreneur de bâtiment à Paris originaire de Chantilly, qui se fit construire une grande maison dans un parc. Son fils profita des ventes de biens nationaux à la Révolution française pour porter la propriété à 27 ha et créer un jardin à l'anglaise. Après sa mort vers la fin du Premier Empire, cinq propriétaires se succédèrent, et le domaine fut divisé en deux parties vers 1833. 
Le secteur du jardin anglais fut loti et coupé par la Ligne de Paris-Nord à Lille. 
L'autre partie fut acquise en 1878 par Nathan-James de Rothschild, qui la porta à 27 ha et fit construire un château par l'architecte Félix Langlais, dont le gros œuvre fut achevé en 1881. 
L'édifice de brique et pierre avec des hauts combles à la française est inspiré du style Louis XIII, exception faite des tourelles et des bow-windows de la façade sur le parc des pavillons latéraux. 
S'y ajoutèrent ensuite d'autres bâtiments : « Les Tourelles », portail côté Chantilly (1880) ; la « Ferme normande » sur la RD 909 (1892), domicile de Thérèse de Rothschild à partir de 1895 ; les écuries ; et la maison du concierge « le Chauffour ». Les Rothschild abandonnèrent le château en 1933 et le vidèrent, une grande partie du décor compris. 
Pendant la guerre, le château servit de poste de commandement pour la Luftwaffe relié téléphoniquement par une ligne directe au poste de commandement de Hitler, puis fut occupé par les Américains après la Libération. 
En 1946, la famille le vendit finalement aux jésuites, qui y installèrent leur séminaire des missions. Ils y firent bâtir une chapelle en briques décorée d'une fresque d'Albert Gleizes en 1950, une maison d'hôtes pour les séminaristes et une grande bibliothèque constituant deux appendices au château. La bibliothèque comprenait environ 700 000 ouvrages dont un cahier de la rarissime et célèbre « Bible de Gutenberg ».
 L'activité du séminaire cessa en 1970[57],[56], et les jésuites quittèrent Gouvieux en 1999[58]. En 1998 la chapelle et les deux ailes disgracieuses furent supprimées et le château parfaitement restauré « à l'identique » par    la société Capgemini, nouveau propriétaire du domaine. On ne visite pas.

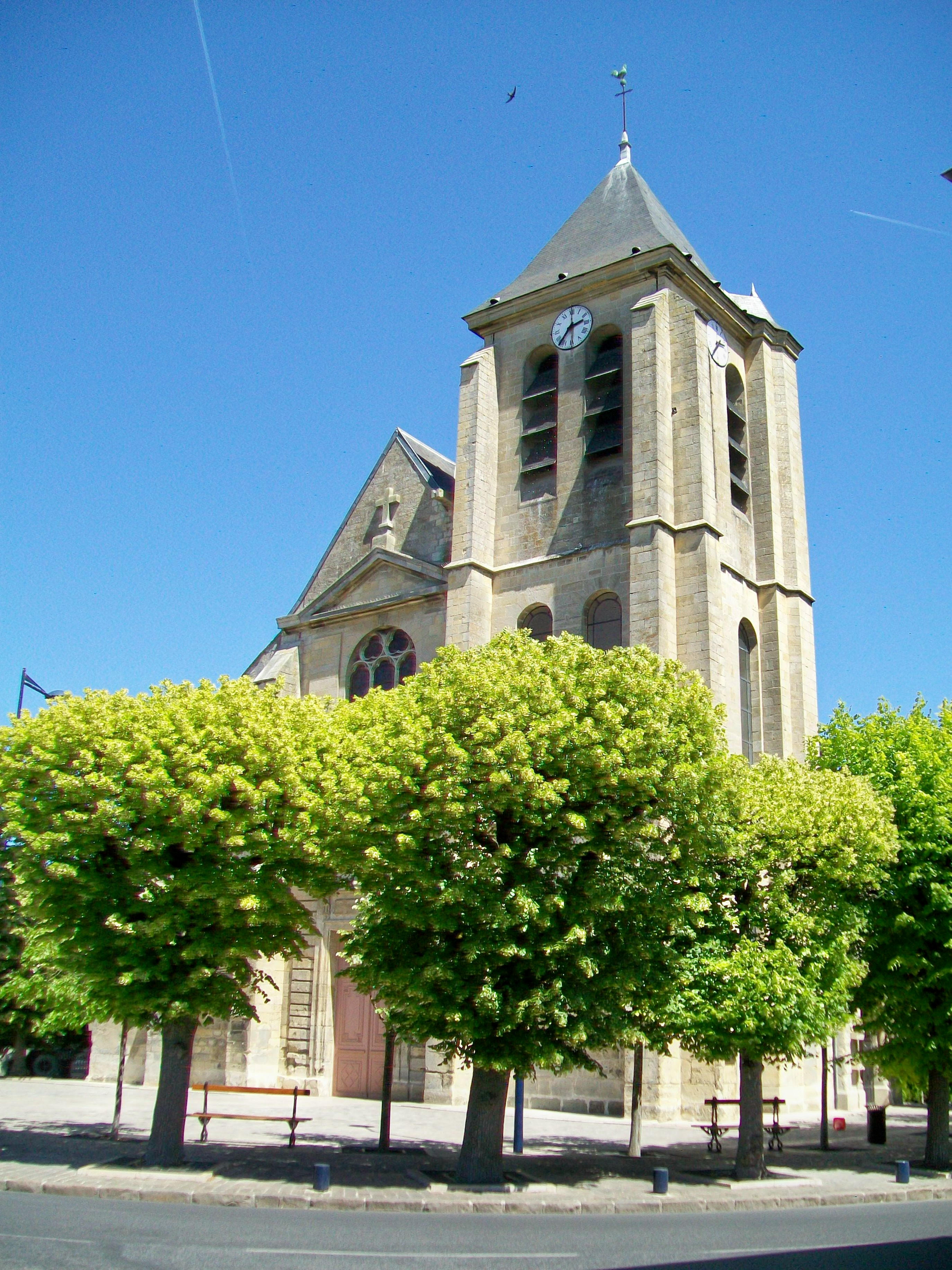
Église Sainte-Geneviève, clocher et façade occidentale.
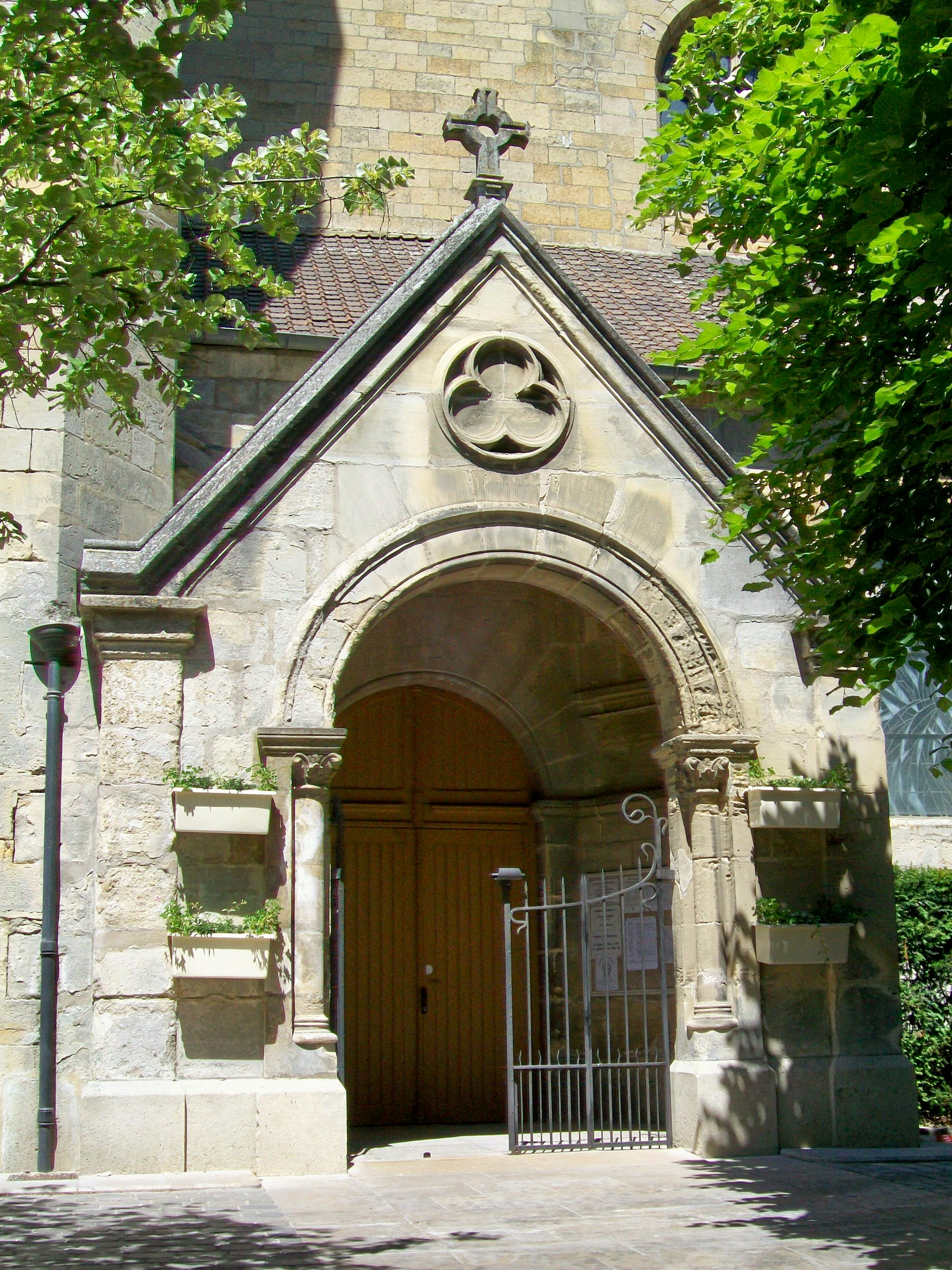
Le porche de l'église, sur la façade méridionale.
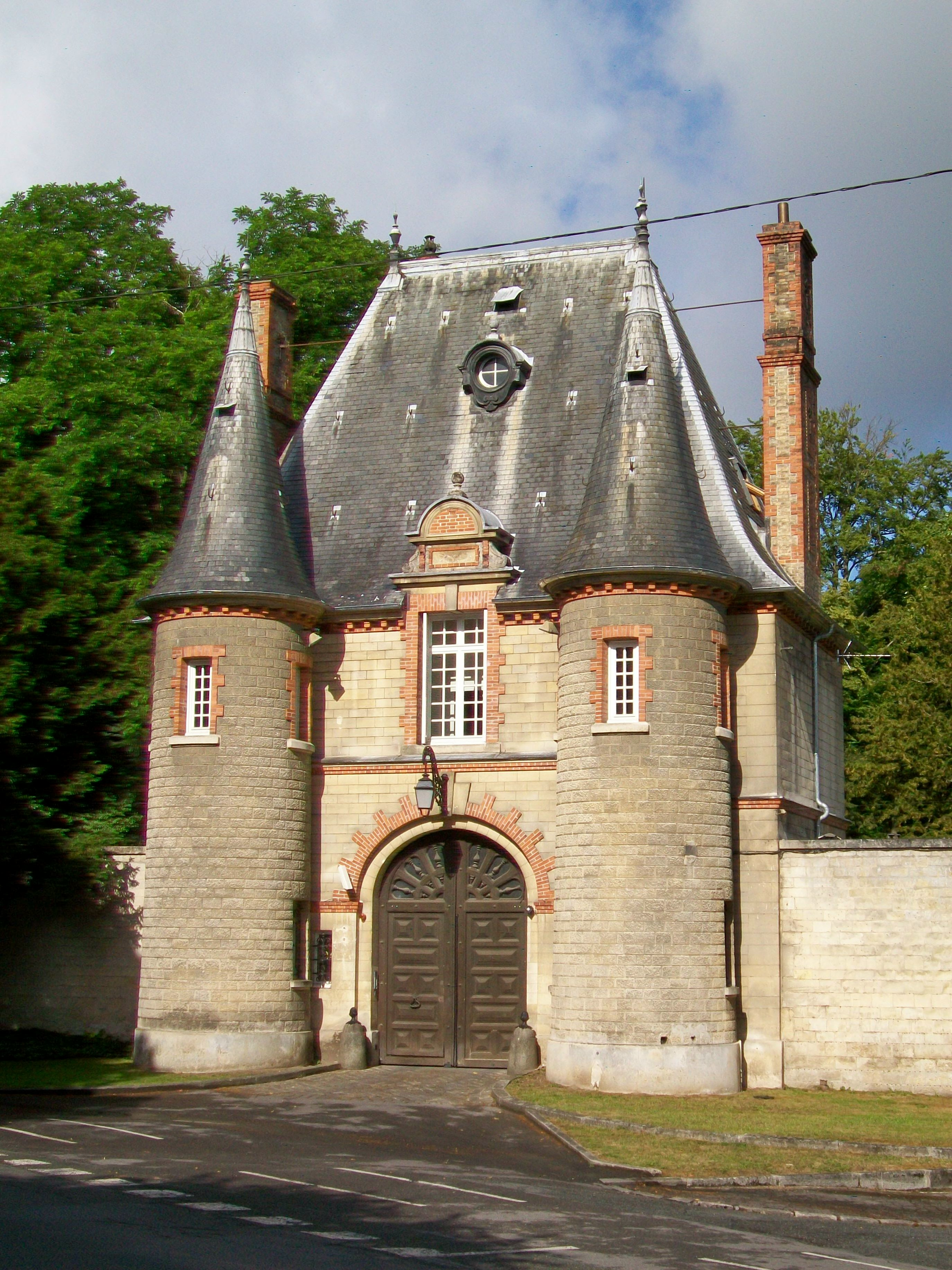
« Les Tourelles », portail du domaine des Fontaines.
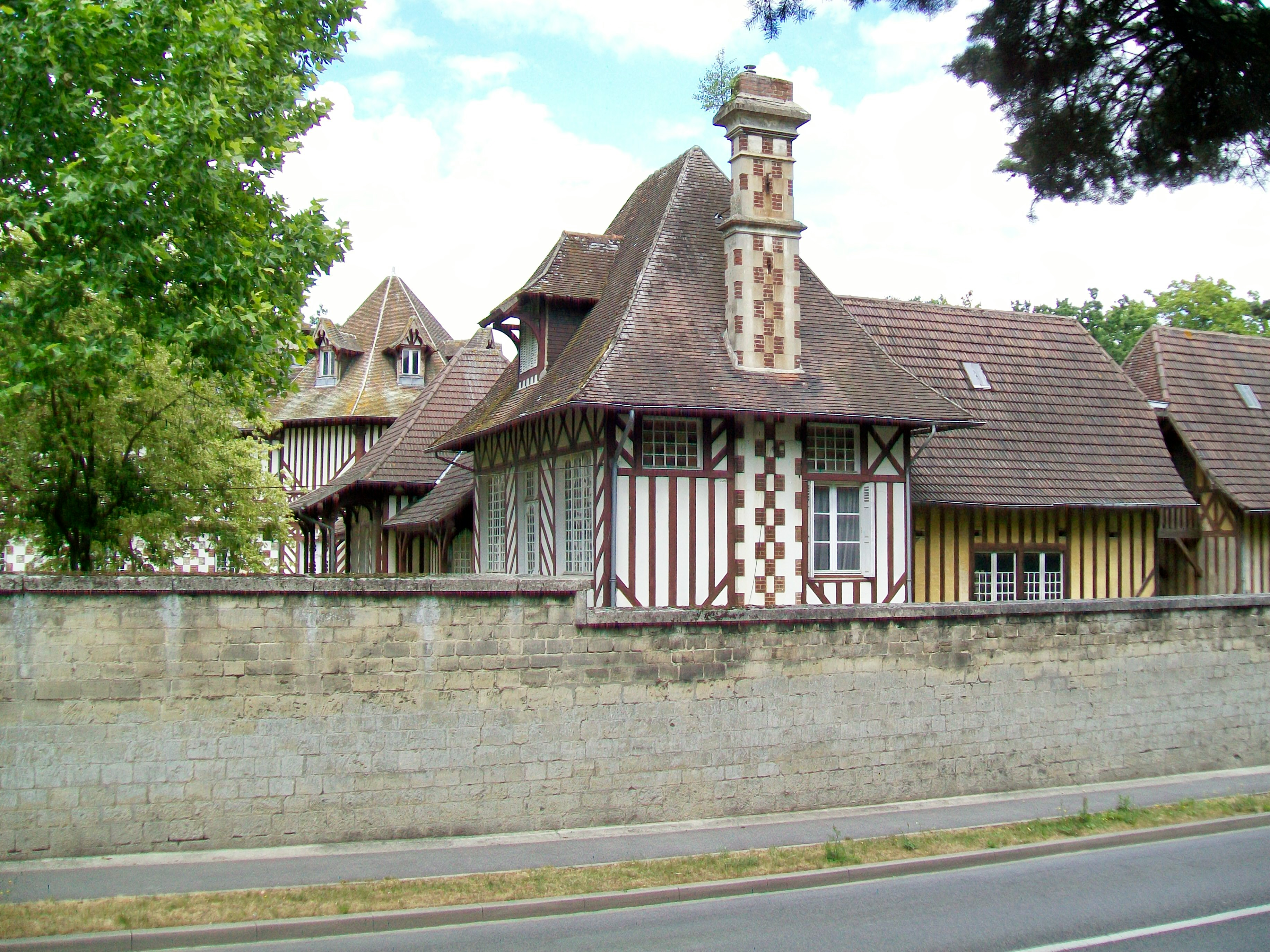
La « Ferme normande », sur le domaine des Fontaines.

On peut également signaler :
- Château de Montvillargenne, avenue François-Mathet : Il a été construit entre 1910 et 1912 sur un terrain acquis par la baronne Jeanne Léonino, née Rothschild. Dessiné par les architectes Chatenay et Rouyre, c'est une grande demeure sans beaucoup de style. 
Les jardins à la française et à l'italienne ont été conçus par Charles Masson, qui retravailla à la même époque le parc du domaine des Fontaines. 
Pendant l'Occupation, le château servit de quartier général aux troupes allemandes, et l'aile gauche fut ainsi détruit par les bombardements alliés. Peu de temps après la Libération, la famille vendit le château aux sœurs du Sacré-Cœur, qui en firent leur noviciat et un pensionnat. Ces activités cessèrent en 1969, et le bâtiment accueillit un centre de formation pour les métiers d'art jusqu'à sa transformation en hôtel de luxe en 1985[57],[59].

- Château de la Tour, chemin de Chaumont à Chantilly : ce château de style anglo-normand a été bâti au début du XXe siècle comme résidence de campagne pour une célèbre famille de banquiers parisiens, et s'appelait alors « Le Chalet ». Il a été réquisitionné pendant la Seconde Guerre mondiale puis transformé en hôtel-restaurant en 1946. 
Pendant la Troisième République, de nombreux artistes célèbres le fréquentèrent, tels que Jean Gabin, Édith Piaf ou Tino Rossi. 
En 1973, le château a connu d'importants travaux de restauration[60], et un second bâtiment dans un style proche du bâtiment principal lui a été adjoint ultérieurement. Le nom du château est justifié par un pastiche d'une tour médiévale à côté de l'entrée du domaine.
- Haras « Le Pré Nonette », chemin de Chaumont à Chantilly : Le manoir et les écuries ont été construits en colombages, dans un style anglo-normand proche de celui de la « Ferme normande » du domaine des Fontaines. Le haras s'inscrit dans un grand parc à l'anglaise.
- Château de Gouvieux, place du Général-Marchand
- Moulin des Planches ou moulin Languedoc, chemin du Pont des Planches : Il date de 1791 et a fonctionné sans modification notable jusqu'en 1950 environ. Son mécanisme intérieur, sa roue à aubes, son bief et les trois vannes pour réguler le débit de l'eau subsistent toujours.
 Le dernier meunier était M. Moreau. 
Le moulin est successivement restauré par son propriétaire actuel, qui envisage de l'équiper à terme pour la production d'électricité. 
Parmi les dix moulins à eau jadis établis sur la Nonette et ses dérivations à Gouvieux et dans ses hameaux, dont six existent encore au moins partiellement, c'est celui qui conserve le mieux son caractère authentique de moulin[61],[62],[63].
- Habitations troglodytiques, impasse des Carrières, au hameaulLes Carrières, au nord de la commune : creusées dans la roche calcaire, et pourvues de façades à la manière de maisons de village ordinaires, ces maisons sont orientées vers le sud et présentent l'avantage d'un climat frais en été et pas trop froid en hiver. Il s'agit d'un ancien quartier ouvrier où logeaient les employés des champignonnières locales. L'impasse des Carrières est l'unique rue conservant un alignement d'une quinzaine de maisons troglodytiques proprement dites, donnant directement sur la rue. Elles ont été réhabilitées à l'initiative de la municipalité, et sont utilisées comme ateliers d'artistes oou de créateurs[64].
Plusieurs communes des environs comportent également des habitations troglodytiques (Saint-Leu-d'Esserent, Saint-Maximin, Creil[65], Vineuil-Saint-Firmin...), mais elles se trouvent le plus souvent au fond de terrains et ne servent plus que de débarras ou cabane de jardin, ou bien ne sont que la prolongation de maisons ordinaires (habitat semi-troglodytique).
- Trois vieux lavoirs, chemin du moulin des Planches, rue Corbier-Thiebaut (hameau de Chaumont), rue de la Chaussée (hameau de la Chaussée) : ces trois lavoirs sont établis sur la Nonette et sont tous d'une conception légèrement différente. Les lavoirs de Chaumont et de La Chaussée présentent une exécution particulièrement soignée en pierre de taille. Celui de La Chaussée conserve son poêle maçonné en briques, ayant servi à chauffer l'eau de lessive. D'autres lavoirs subsistent sur la commune, mais ne sont pas visibles depuis le domaine public, dont notamment le grand lavoir de Gouvieux, rue Corbier-Thiebaut, au nord du centre-ville (l'on n'en voit que le mur extérieur, l'accès étant fermé).

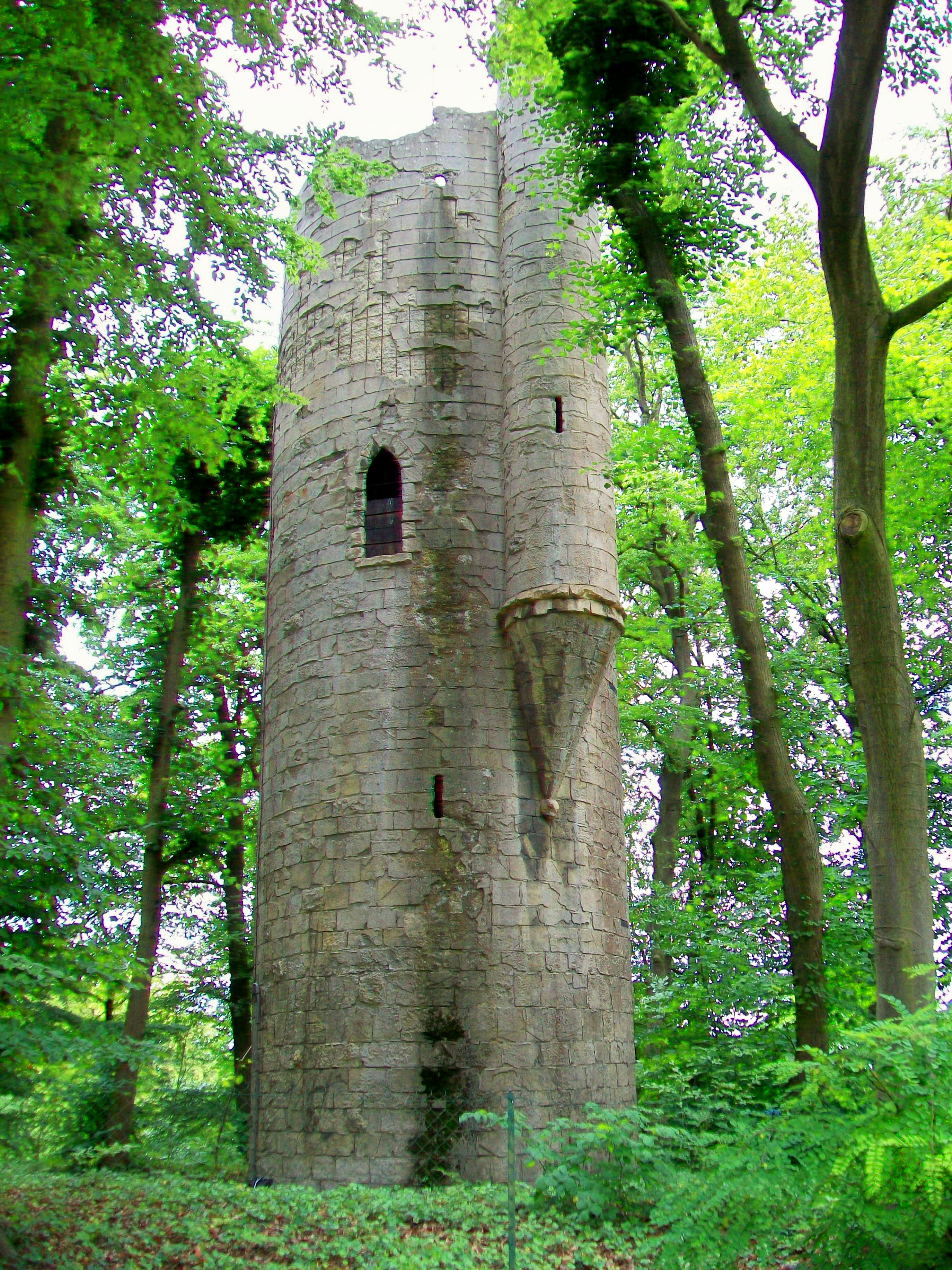
Château de la Tour : fausse tour médiévale.
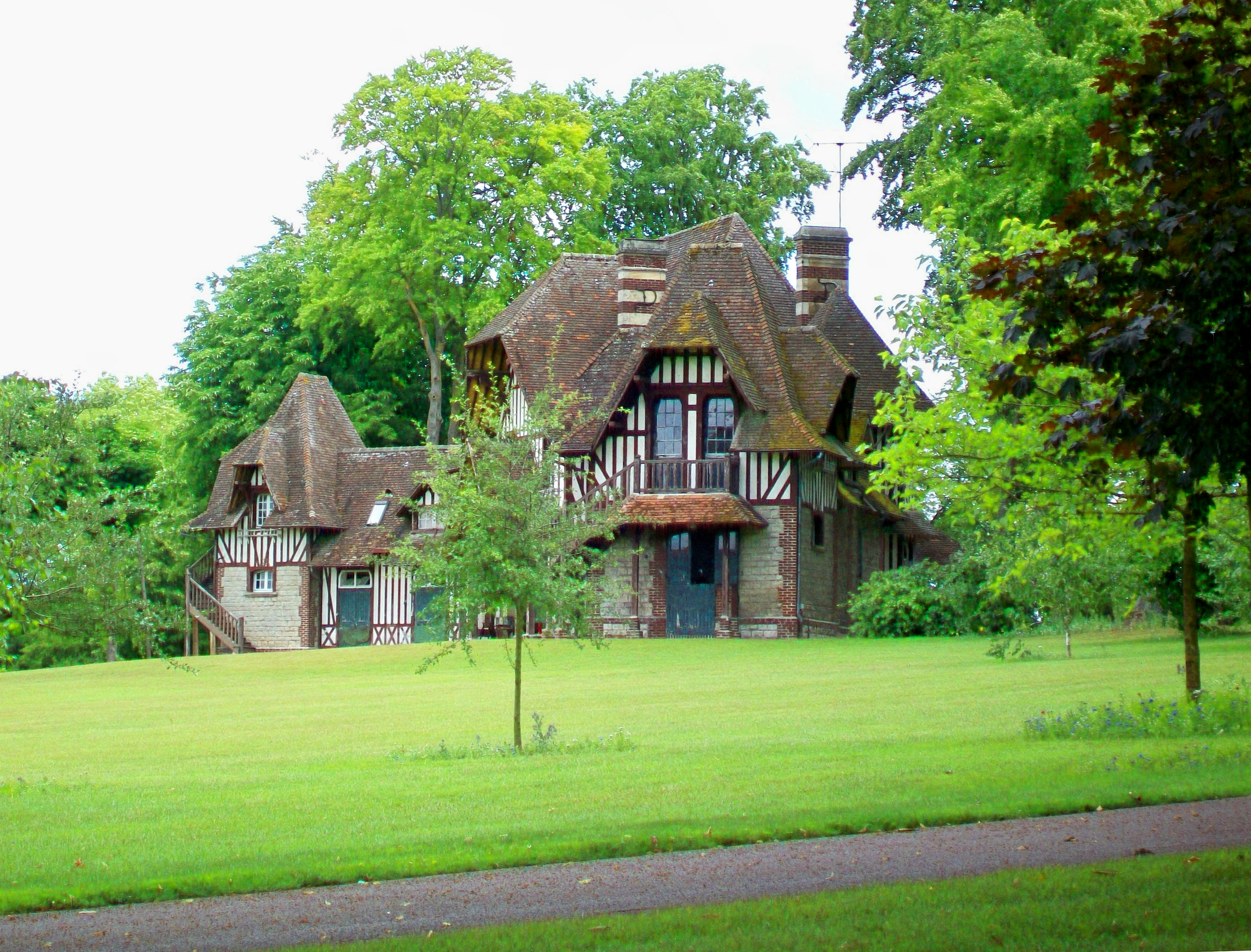
Haras « Le Pré Nonette », écuries.
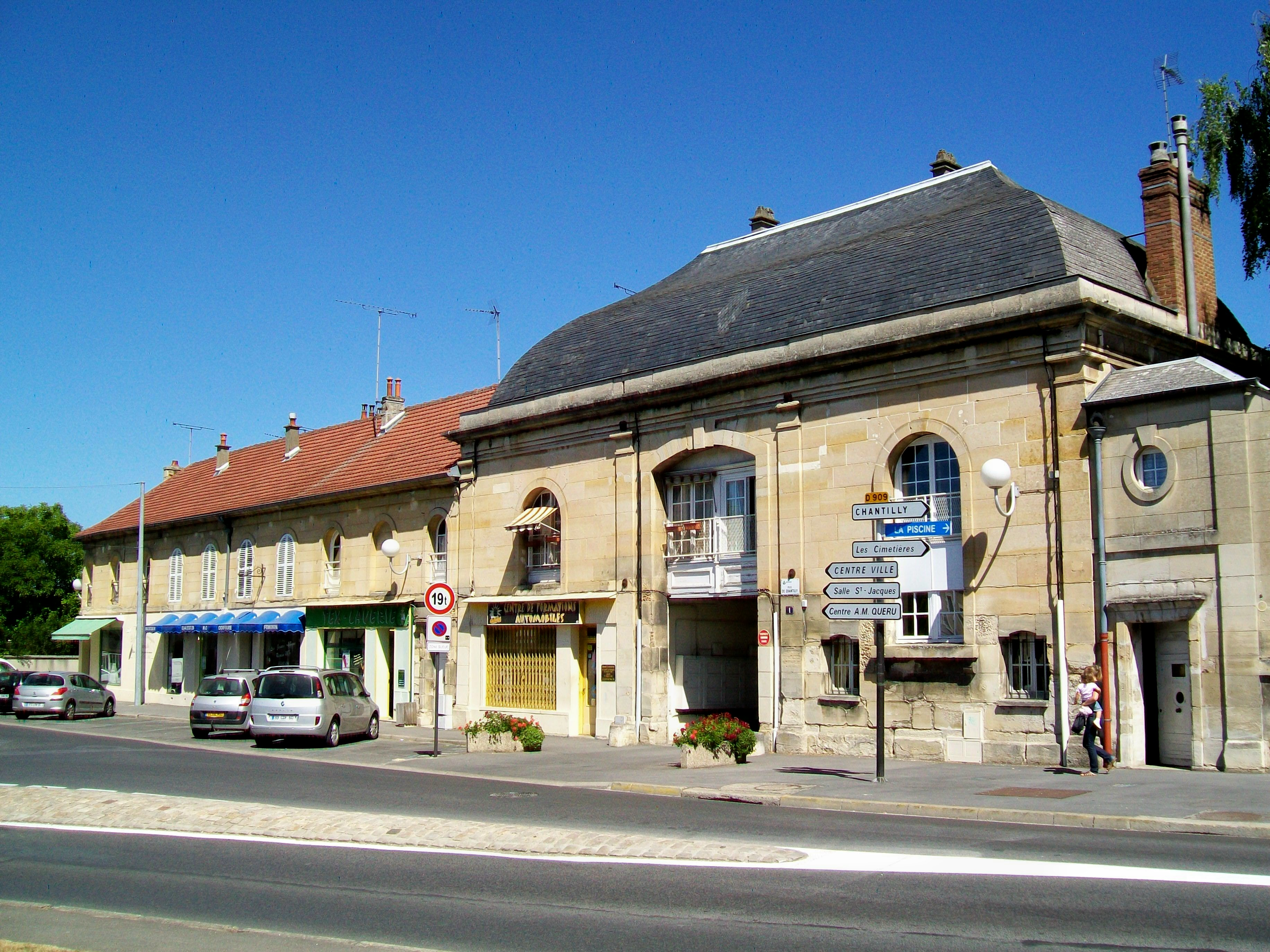
Château de Gouvieux, au centre-ville.
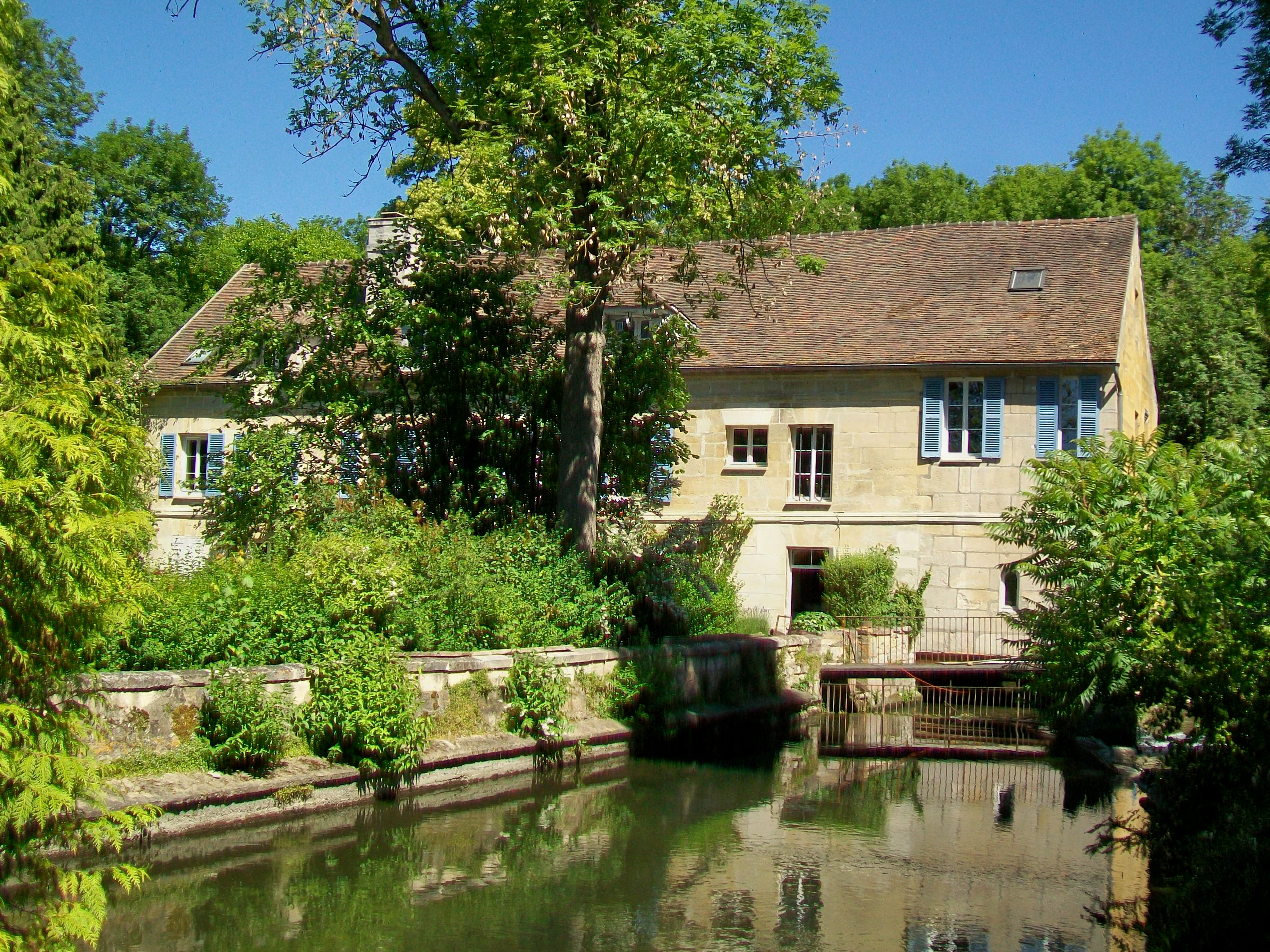
Le moulin des Planches, au nord du bourg.
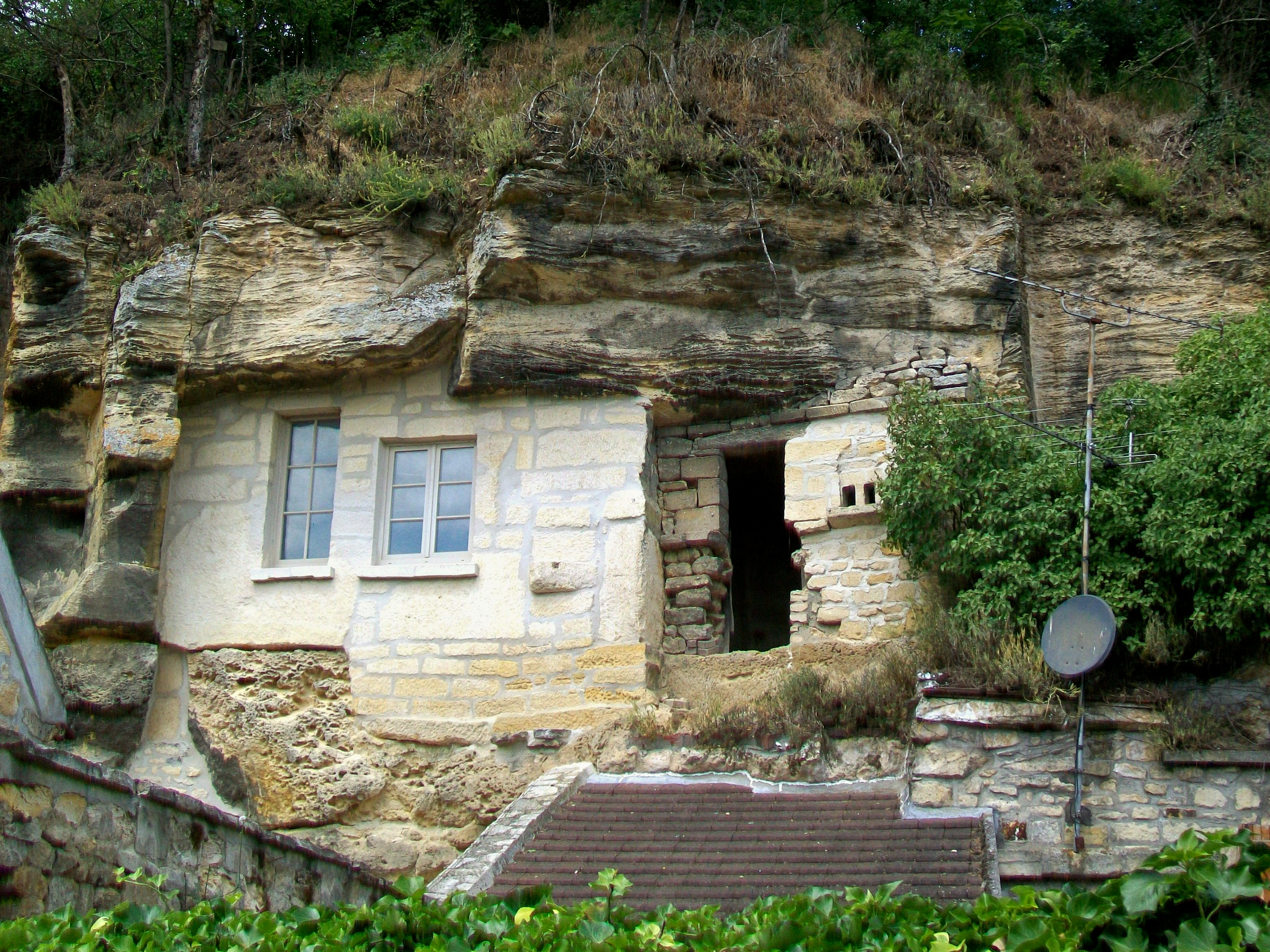
Habitation troglodytique.
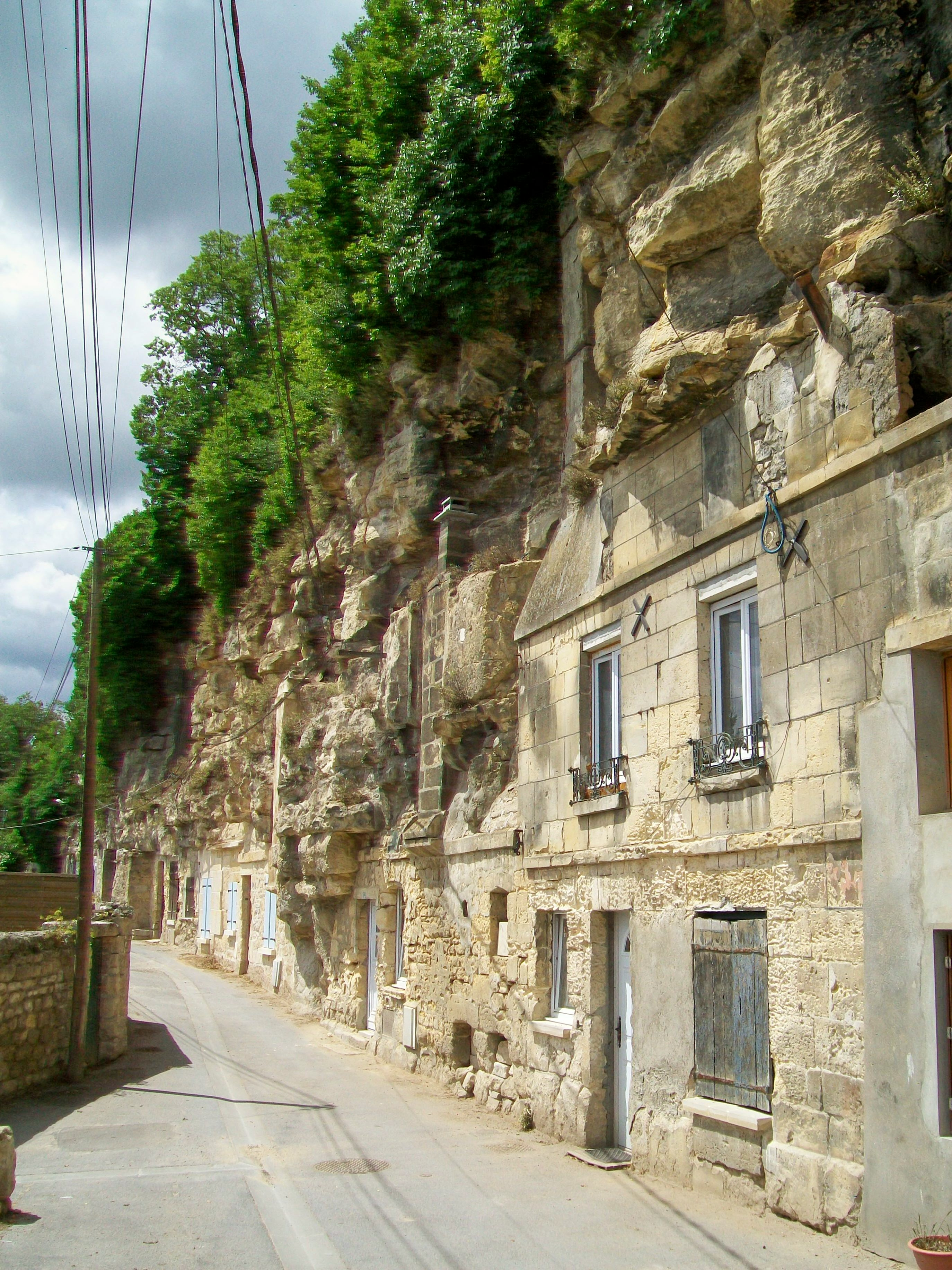
L'impasse des Carrières.
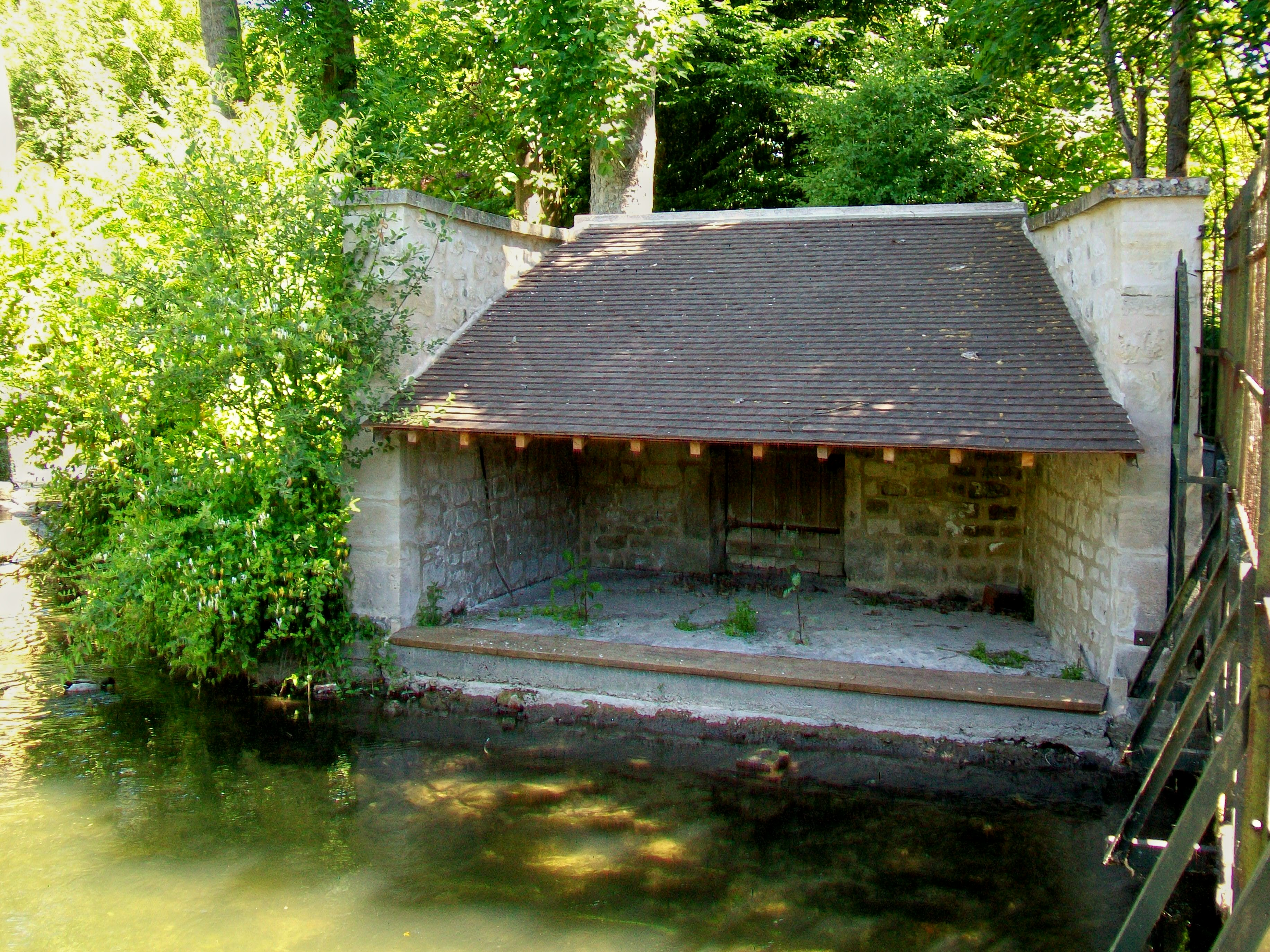
Le lavoir des Planches.
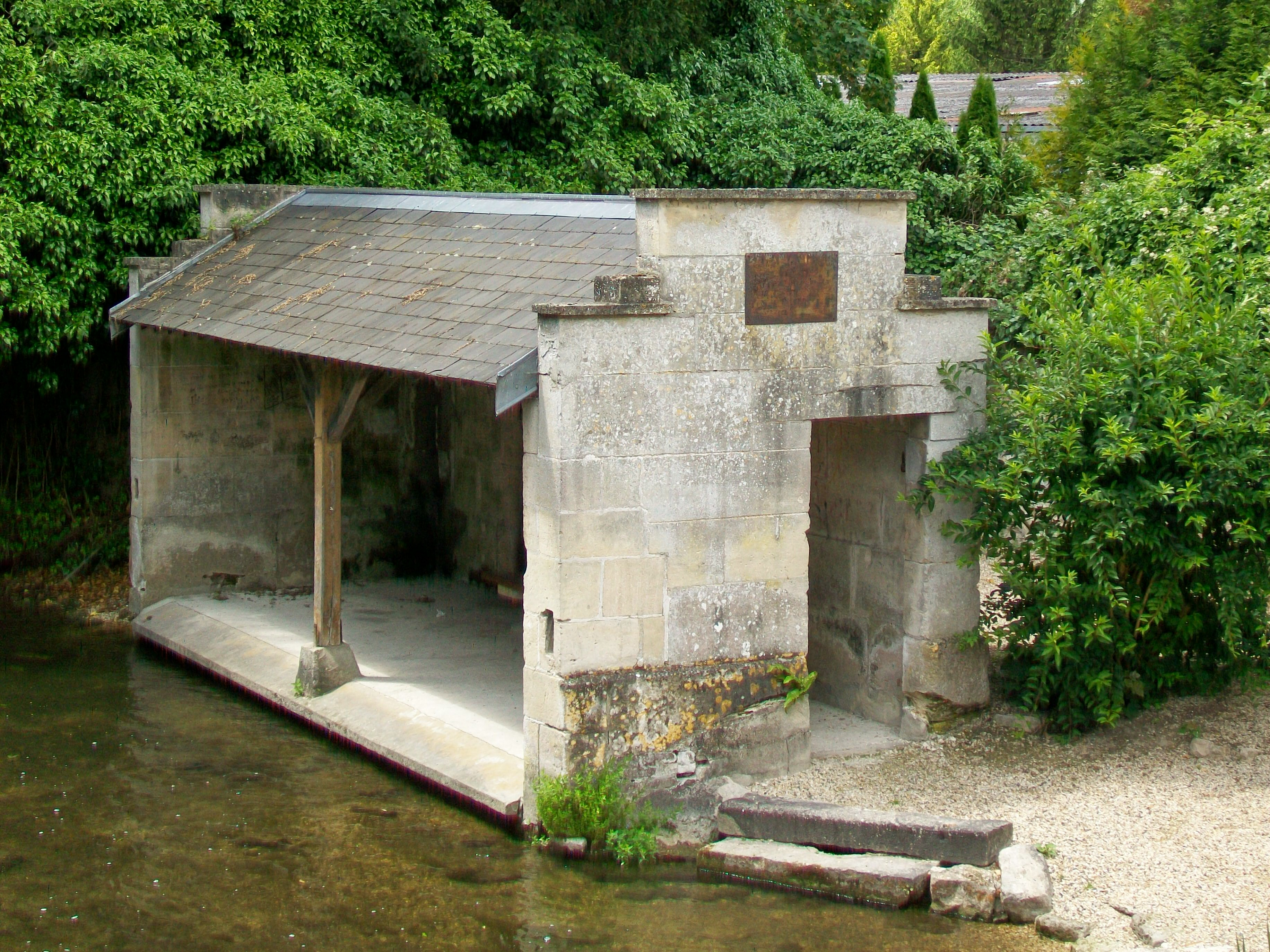
Le lavoir de Chaumont.
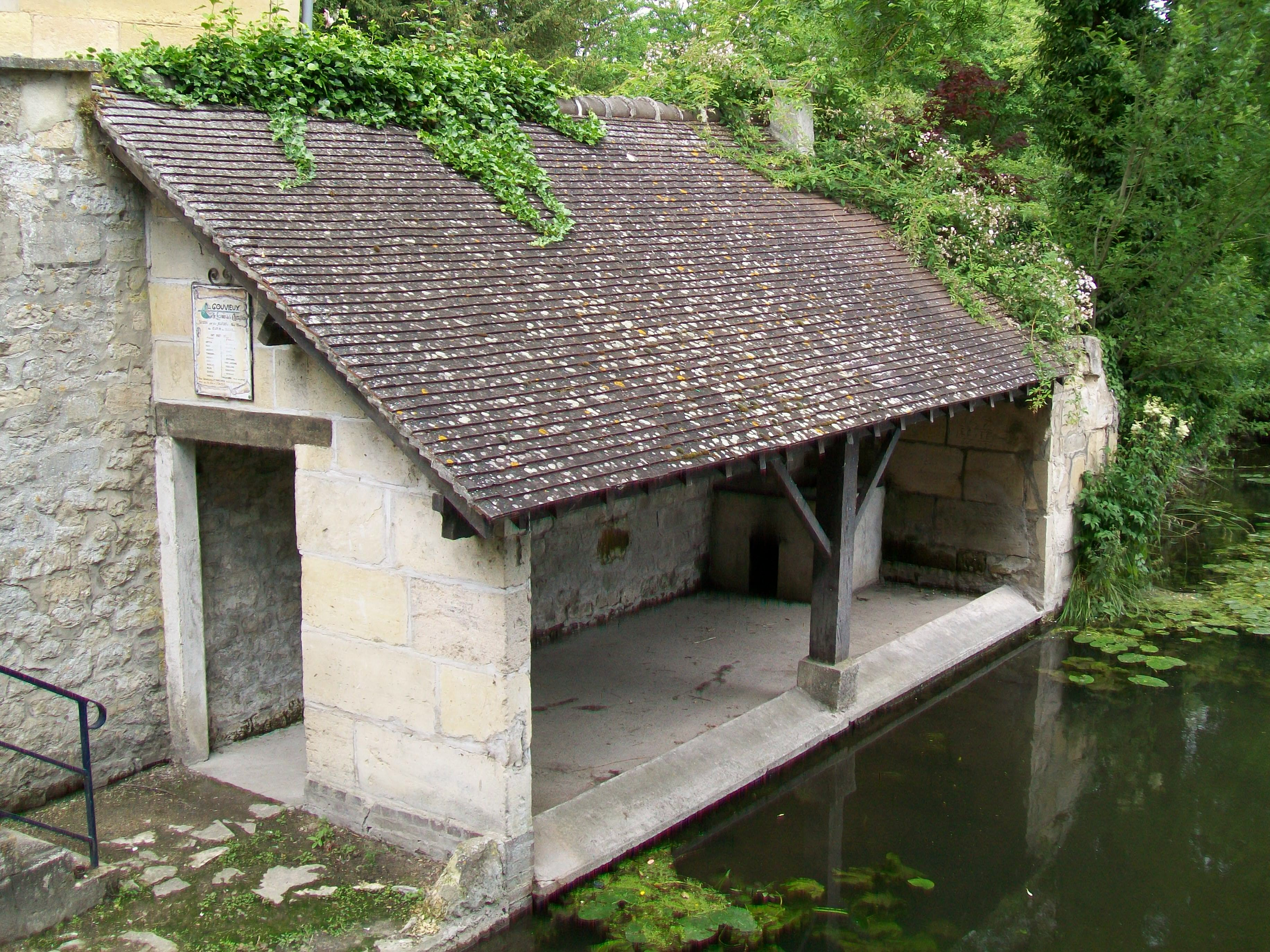
Le lavoir de La Chaussée.

### Personnalités liées à la commune
- Xavier Raspail (1840-1926), ornithologue, a vécu à Gouvieux, commune concernée par sa principale publication : Une Station ornithologique dans l'Oise. Nouvelles observations sur les oiseaux ayant niché dans le périmètre du territoire de Gouvieux[66].
- Jean-Baptiste Camille Corot (1796-1875), peintre français, fit de nombreux séjours à Gouvieux entre 1850 et 1865 comme en témoignent de nombreux tableaux dont un situé au musée des Beaux-Arts de Reims.
- Charles-Albert Cingria (1883-1954), écrivain suisse, a situé à Gouvieux des passages de plusieurs de ses œuvres, notamment Graffiti (1941), Navigation fluviale (1942) et, surtout, Le Camp de César (1945).
- Messali Hadj (1898-1974), nationaliste algérien, y a vécu libre.
- L'Aga Khan (1936-2025), grand amateur de chevaux de course, a élu domicile à Gouvieux, dans le château d'Aiglemont.
- K-mel (1972-), Kamel Houairi de son vrai nom, chanteur de rap, leader du groupe Alliance Ethnik, est né à Gouvieux.
- Sébastien Piocelle (1978-), footballeur, passé par le FC Nantes et le SC Bastia, est né à Gouvieux.
- André Verchuren (1920-2013), accordéoniste, champion du monde, résistant-déporté, habite Gouvieux dans les dernière années de sa vie.

(voir aussi Catégorie:Naissance à Gouvieux)

### Héraldique
| Blason de Gouvieux | Blason  | De gueules au chef-pal d'or chargé d'une fasce ondée d'azur sur chargée de trois poissons d'argent nageant en fasce, soutenue d'un chêne arraché de sinople. |
| Blason de Gouvieux | Détails | Ce blason est une création de 1980. |

## Pour approfondir